# Cindy Hyde-Smith

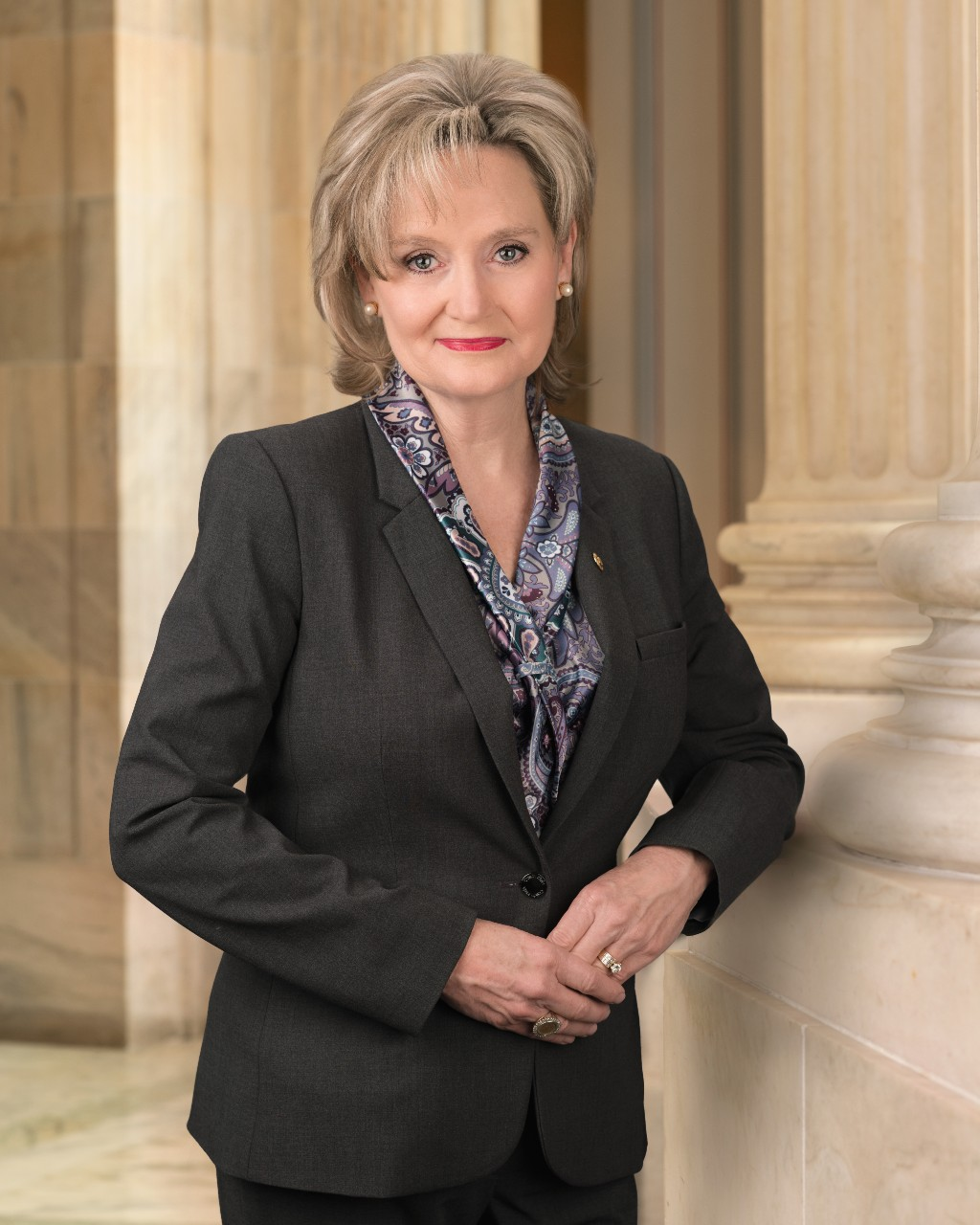
Cindy Hyde-Smith (2021)

Cindy Hyde-Smith (* 10. Mai 1959 in Brookhaven, Mississippi) ist eine amerikanische Politikerin der Republikanischen Partei. Seit dem 9. April 2018 ist sie Senatorin im Senat der Vereinigten Staaten. Von 2012 bis 2018 war sie Agricultural Commissioner (Landwirtschaftsministerin) des Bundesstaates Mississippi. Zuvor gehörte sie ab 1999 für die Demokratische Partei dem Senat von Mississippi an und wechselte 2010 zu den Republikanern.

## Familie, Ausbildung und Beruf
Cindy Hyde-Smith wuchs in Monticello im Lawrence County auf. Ihre Familie betreibt seit 1942 eine Rinderfarm mit Mastbetrieb. Sie studierte am Copiah-Lincoln Community College und an der University of Southern Mississippi, erwarb dort einen Bachelor of Science und arbeitete anschließend als Lobbyistin in Washington, D.C. in der Verkehr- und Gesundheitspolitik. Mit ihrem Ehemann Mike, einem Rinderfarmer, führt sie das Unternehmen Lincoln County Livestock. Ihre gemeinsame Tochter arbeitet in fünfter Generation in der Landwirtschaft. Cindy Hyde-Smith lebt in Brookhaven und gehört der dortigen Baptistenkirche an.

## Politische Laufbahn

### Staatssenatorin
Cindy Hyde-Smith zog 1999 für die Demokratische Partei in den Senat von Mississippi ein und gehörte ihm zwölf Jahre lang für den Wahlbezirk 39 an. Dort hatte sie zwei Legislaturperioden lang den Vorsitz im Landwirtschaftsausschuss inne. Sie machte sich einen Namen durch ihren Einsatz für die Kabeljauzucht Mississippis, weshalb sie vom Mississippi Farm Bureau den Agricultural Ambassador award erhielt und als Parlamentarierin des Jahres ausgezeichnet wurde. Im Dezember 2010 wechselte sie von den Demokraten zu den Republikanern.

### Landwirtschaftsministerin
Im Jahr 2011 kandidierte Hyde-Smith für das Amt des Commissioner of Agriculture and Commerce. Als eine von drei Kandidaten setzte sie sich in der Vorwahl der Republikaner im ersten Wahlgang durch. Sie besiegte in einem Jahr, in dem die Republikaner sämtliche bundesstaatsweiten Wahlkämpfe gewannen, den Demokraten Joel Gill mit 57 Prozent der Stimmen. Im Jahr 2015 wurde sie mit einer breiten Mehrheit von über 61 Prozent wiedergewählt. Das Amt ist zuständig für Inspektionen, Überprüfungen unter anderem von Viehdiebstahl und Marketingmaßnahmen für die Agrarprodukte des Bundesstaates. Es führt die Aufsicht über den Farmers Market Mississippis und das Landwirtschafts- und Forstmuseum in Jackson. Der Agrarsektor machte 2017 mit fast acht Milliarden Dollar Wertschöpfung und 29 Prozent der Beschäftigten den größten Bereich der Wirtschaft des Bundesstaates aus. Hyde-Smith ist seit Schaffung des Amtes 1906 als erste Frau dessen siebte Inhaberin. Anfang 2012 löste sie den langjährigen Amtsinhaber Lester Spell ab, der nicht wieder angetreten war. Sie ist die vierte Frau in einem Amt des Bundesstaats. Im Präsidentschaftswahlkampf 2012 unterstützte sie Mitt Romney. In Donald Trumps Präsidentschaftswahlkampf war Hyde-Smith ab August 2016 eine der Vorsitzenden seines Beratergremiums für Landwirtschaft.

### US-Senatorin
Hyde-Smith wurde von Gouverneur Phil Bryant am 21. März 2018 als Interimsnachfolgerin des bisherigen US-Senators Thad Cochran angekündigt, der seinen Rücktritt zum Ende März 2018 angekündigt hatte. Sie repräsentiert seit dem 9. April 2018 als erste Frau Mississippi im Senat der Vereinigten Staaten. Außer Mississippi hat nur Vermont noch nie eine Frau in den US-Kongress gewählt. Im Senat wurde Hyde-Smith Mitglied im mächtigen Bewilligungsausschuss (wie es Tradition für Senatoren aus Mississippi ist) und in fünf von dessen Unterausschüssen, darunter demjenigen für Landwirtschaft. Zudem gehört sie dem Landwirtschafts- und dem Regelausschuss an.
Hyde-Smith musste sich zum allgemeinen Wahltag im November einer außerordentlichen Nachwahl für den Rest von Cochrans Mandatszeit (bis Januar 2021) stellen. Als Tea-Party-Herausforderer bewarb sich der Staatssenator Chris McDaniel um diesen Sitz, bei dem mehrere Kandidaten einer Partei ohne vorherige Vorwahl antreten können, für die Demokraten trat der frühere Agrarminister im Kabinett Clinton, Mike Espy, an. Einige Vertreter der Parteiführung äußerten Zweifel, ob Hyde-Smith als frühere Demokratin bei der Wahl gegen den Rechtsaußen McDaniel gewinnen könne, andere haben auf ihr konservatives Abstimmungsverhalten im Staatssenat hingewiesen, in dem sie häufig mit den Republikanern gestimmt hatte. Das Weiße Haus ließ verlautbaren, Präsident Trump – den Hyde-Smith im Wahlkampf unterstützt und dessen Regierung sie beraten hatte – werde sich weder für sie aussprechen noch für sie auftreten. Der Cook Political Report verschob den Wahlkampf aus der Kategorie Safe in Likely Republican (sicherer zu wahrscheinlicher Sieg der Republikaner). Hyde-Smith war in ihrem Fundraising bis Ende Juni 2018 mit 1,6 Millionen Dollar erfolgreicher als ihre Konkurrenten Espy mit 308.000 Dollar und McDaniel mit 272.000 Dollar. Dabei spielen Spenden von außerhalb Mississippis eine wichtige Rolle; sie erhielt Spenden von anderen republikanischen Senatoren, darunter Mitch McConnell, und vom Unternehmer Sean Parker, während ihr Konkurrent McDaniel von Robert Mercer und Richard Uihlein unterstützt wurde. Beim ersten Wahlgang am allgemeinen Wahltag erreichte Hyde-Smith 41,5 Prozent der Stimmen und zog damit neben Espy, der 40,6 Prozent erhielt, in die Stichwahl ein, die am 27. November stattfand. McDaniel erreichte nur 16,4 Prozent der Stimmen. Einige Äußerungen Hyde-Smiths dominierten den Wahlkampf vor der Stichwahl, die viele Beobachter als rassistisch bezeichneten (siehe Kontroversen). Die Firma Walmart forderte daraufhin ihre Wahlkampfspenden von Hyde-Smith zurück. Am Montag vor der Stichwahl absolvierte President Trump zwei Wahlkampfauftritte für sie in Mississippi.
Hyde-Smith setzte sich in der Stichwahl mit 54 zu 46 Prozent der Stimmen durch, allerdings deutlich knapper als das letzte Ergebnis Cochrans 2014 (22 Prozent Abstand) und Präsident Trumps 2016 (18 Prozent Abstand). Sie füllte das verbleibende Mandat Cochrans bis zum 3. Januar 2021 aus; bei der regulären Wahl 2020 stand der Sitz wieder zur Abstimmung. ABC News berichtete im Dezember 2018, Hyde-Smith habe über 50.000 Dollar an Spendeneinnahmen, die Unternehmen wegen der kontroversen Äußerungen im Senatswahlkampf zurückverlangt hatten, nicht zurückgezahlt.
Bei der regulären Wahl am 3. November 2020 erhielt Hyde-Smith mehr als 55 % der Stimmen und setzte sich wiederum gegen Espy durch, der etwa 43 % erhielt, und ist damit für eine eigene Amtszeit bis zum 3. Januar 2027 gewählt (Stand 15. November 2020 nach Auszählung von 98 % der Stimmen).

## Positionen und Kontroversen
In ihrem Wahlkampf für den US-Senat betonte Hyde-Smith ihren Einsatz für die heimische Kabeljauzucht gegen asiatische Mitbewerber und lobte Präsident Trump für dessen Einsatz gegen Regulierungen. Sie betonte entsprechend der Parteilinie ihre Unterstützung des Rechts auf Waffenbesitz (Zweiter Zusatzartikel) und ihre Ablehnung von Schwangerschaftsabbruch. Für die regionale Rüstungsindustrie wolle sie sich einsetzen. Der American Dream sei in Mississippi lebendig. Im Senat will sie sich in Rüstungsfragen und gegen Regulierungen auf Bundesebene einsetzen.
Eine Äußerung im Wahlkampf am 2. November 2018 sorgte für Aufsehen, als Hyde-Smith über einen ihrer Wahlkampfunterstützer sagte, wenn er sie zu einem „öffentlichen Hängen“ (public hanging) einlade, werde sie in der ersten Reihe sein. Ihr Gegenkandidat Espy und die NAACP verurteilten die Äußerung, die an frühere Lynchmorde an Afroamerikanern im Deep South denken lasse. Hyde-Smith ließ erklären, ihr Kommentar sei nur ein überspitzter Ausdruck von Wertschätzung für eine Einladung durch den Unterstützer gewesen; dem eine negative Konnotation zu geben, sei lächerlich. In einer weiteren kontroversen Äußerung vom 3. November bezeichnete es Hyde-Smith als „großartige Idee“, bestimmte, demokratisch geneigte Wählergruppen von der Wahl auszuschließen. Sie ließ dazu erklären, es habe sich offensichtlich um einen Scherz gehandelt. Auch dass Hyde-Smith eine Wahlkampfspende des Unternehmers Peter Sieve angenommen hat, der für seine Anhängerschaft der White-Supremacy-Ideologie bekannt ist, wurde vor der Stichwahl thematisiert. Kurz darauf wurde ein Facebook-Foto Hyde-Smiths von 2014 bekannt, in dem sie einen Hut der Konföderierten trug und das sie mit „Mississippi history at its best“ (Mississippi-Geschichte auf ihrem Höhepunkt) beschrieb. Die Konföderierten hatten sich für die Erhaltung der Sklaverei in den Vereinigten Staaten eingesetzt. Bei einer Fernsehdebatte am 20. November entschuldigte sie sich erstmals für ihre Bemerkung über das Hängen, warf aber ihrem Herausforderer im Senatswahlkampf Espy vor, ihre Worte aus politischem Kalkül zu verzerren.
Nach dem Sturm von militanten Trump-Anhängern auf das Kapitol in Washington am 6. Januar rückten einige US-Senatoren von ihrer Ankündigung ab, bei der Auszählung der Wahlmännerstimmen am 6. Januar 2021 das Wahlergebnis der Präsidentschaftswahl 2020 in bestimmten Bundesstaaten anzuzweifeln.
Hyde-Smith war einer von acht US-Senatoren, die die Präsidentschaftswahl bei dieser Auszählung trotzdem noch anfochten.

## Belege
1. ↑  Valerie Wells: Candidate of the Day: Cindy Hyde-Smith. In: Jackson Free Press, 4. August 2011 (englisch).
2. ↑  Angela Rogalski: Cindy Hyde-Smith – Mississippi’s Agriculture Commissioner. In: Delta Business Journal, online in: HottyToddy.com, 10. April 2015 (englisch).
3. ↑  About Cindy Hyde-Smith. (Memento des Originals vom 21. März 2018 im Internet Archive)  Info: Der Archivlink wurde automatisch eingesetzt und noch nicht geprüft. Bitte prüfe Original- und Archivlink gemäß Anleitung und entferne dann diesen Hinweis. In: Commissioner of Agriculture & Commerce, Mississippi (englisch).
4. ↑  Stephen D. Shaffer, David A. Breaux: Mississippi: Democrats Struggle in an Increasingly Dominant Republican State. In: Scott E. Buchanan, Branwell D. Kapeluck (Hrsg.): Second Verse, Same as the First: The 2012 Presidential Election in the South. The University of Arkansas Press, Fayetteville 2014, S. 83–100, hier S. 85.
5. 1 2 3  Hyde-Smith, Cindy. In: OurCampaigns.com (englisch).
6. 1 2  Alan Fram, Emily Wagster Pettus: Hyde-Smith to become Mississippi’s first female senator. (Memento des Originals vom 20. März 2018 im Internet Archive)  Info: Der Archivlink wurde automatisch eingesetzt und noch nicht geprüft. Bitte prüfe Original- und Archivlink gemäß Anleitung und entferne dann diesen Hinweis. In: Starkville Daily News, 20. März 2018.
7. ↑  Westley F. Busbee: Mississippi: A History. 2. Auflage. Wiley Blackwell, Malden, MA, Oxford, Chichester 2015, S. 433.
8. ↑  Brian Wilson: Agriculture and Commerce, Commissioner of. In: Ted Ownby, Charles Reagan Wilson (Hrsg.): The Mississippi Encyclopedia. University Press of Mississippi, Jackson 2017, S. 19.
9. 1 2  Niels Lesniewski: Cindy Hyde-Smith Gets Appointment to Mississippi Senate Seat. In: Roll Call, 21. März 2018.
10. ↑   Miss. governor names Cindy Hyde-Smith to replace GOP Sen. Thad Cochran. She will be first female U.S. senator from state. In: The Washington Post, 21. März 2018.
11. ↑  Women in the U.S. Congress 2018. In: Rutgers.edu, Center for American Women and Politics.
12. ↑  Hyde-Smith gets committee assignments. In: WTOK.com, 10. April 2018.
13. ↑  Eric Bradner, Kaitlan Collins, Ashley Killough: Mississippi governor picks Cindy Hyde-Smith to replace Sen. Thad Cochran. In: CNN.com, 20. März 2018.
14. ↑  Geoff Pender: Gov. Phil Bryant to appoint Cindy Hyde-Smith to Senate seat, but some in GOP are worried. In: Clarion Ledger, 20. März 2018.
15. ↑  Jennifer E. Duffy: MS-B Senate: Bryant Appoints Hyde-Smith to Cochran’s Seat. In: Cook Political Report, 21. März 2008.
16. ↑  Emily Wagster Pettus: Senator raises more than challengers in Mississippi race. (Memento des Originals vom 25. Juli 2018 im Internet Archive)  Info: Der Archivlink wurde automatisch eingesetzt und noch nicht geprüft. Bitte prüfe Original- und Archivlink gemäß Anleitung und entferne dann diesen Hinweis. In: The Times Union, 24. Juli 2018; Adam Ganucheau: Hyde-Smith, Espy and McDaniel still racking up out-of-state cash for Senate race. In: Mississippi Today, 22. Juli 2018.
17. ↑  Mississippi U.S. Senate Special Election Results. In: The New York Times, 7. November 2018.
18. ↑  Daniel Strauss: Mississippi Senate race devolves into racial melee. In: Politico, 20. November 2018.
19. ↑  Dan Mangan: Walmart asks GOP Sen. Cindy Hyde-Smith for campaign donation back because of furor over 'hanging' comments. In: CNBC, 20. November 2018.
20. ↑  Watch Live: President Trump Rallies For Cindy Hyde-Smith in Mississippi. Abgerufen am 28. November 2018.
21. ↑  Chuck Todd, Mark Murray, Carrie Dann: Just how lame will the lame-duck session be? In: NBC News, 28. November 2018.
22. ↑  Kendall Karson: Republican Cindy Hyde-Smith did not return over $50,000 in corporate donations following scandal-plagued campaign. In: ABC News, 31. Dezember 2018.
23. ↑  U.S. Senate Election Results, The New York Times, abgerufen am 15. November 2020.
24. ↑  Joe Williams: Cindy Hyde-Smith Sworn In as Mississippi’s Newest Senator. (Memento des Originals vom 10. April 2018 im Internet Archive)  Info: Der Archivlink wurde automatisch eingesetzt und noch nicht geprüft. Bitte prüfe Original- und Archivlink gemäß Anleitung und entferne dann diesen Hinweis. In: Roll Call, 9. April 2018.
25. ↑  James Arkin: Hyde-Smith, running against black man, jokes she’d attend ‘public hanging’. In: Politico, 11. November 2018; Emily Kopp: ‘Public Hanging’ Remark Provokes Outrage, Draws New Attention to Mississippi Senate Runoff. In: Roll Call, 12. November 2018.
26. ↑  Allan Smith: Mississippi GOP Sen. Hyde-Smith calls voter suppression ‘great idea.’ Campaign: ‘Obviously’ joking. In: NBC News, 16. November 2018.
27. ↑  Ashton Pittman: Hyde-Smith Accepts $2,700 Donation from Notorious White Supremacist. In: Jackson Free Press, 16. November 2018.
28. ↑  James Arkin: Embattled Hyde-Smith posted photo of herself in confederate hat. In: Politico, 20. November 2018.
29. ↑  John Whitesides: Mississippi Republican senator apologizes for ‘hanging’ comment. In: Reuters, 21. November 2018; Jonathan Allen: Democrat Espy charges in debate that Sen. Hyde-Smith’s public hanging comment gave Mississippi ‘another black eye’. In: NBC News, 21. November 2018.
30. ↑  FAZ.net 7. Januar 2021: Republikaner unter Schock
31. ↑  politico.com: Here are the senators who challenged Biden’s Electoral College win

| Personendaten    | Personendaten                                         |
| ---------------- | ----------------------------------------------------- |
| NAME             | Hyde-Smith, Cindy                                     |
| KURZBESCHREIBUNG | amerikanische Politikerin der Republikanischen Partei |
| GEBURTSDATUM     | 10. Mai 1959                                          |
| GEBURTSORT       | Brookhaven, Mississippi                               |